# Bomolocha toreuta
Bomolocha toreuta là một loài bướm đêm trong họ Noctuidae.